# Rolfing
 (janvier 2016).
Le Rolfing, ou « intégration structurale du corps et du mouvement » est une pseudomédecine développée durant les années 1950 par Ida Rolf (1896-1979).

## Principe théorique
L'action manuelle de Rolfing entraînerait une modification de la configuration du muscle dans son enveloppe et donc une amélioration de l'état de santé de l'individu. Elle prétend notamment d'améliorer la capacité, la teneur en eau et la souplesse des tissus conjonctifs qui forment les fascias.

## Évaluation scientifique
Une revue narrative du sujet constate qu'il n'existe avant 2004 aucune étude clinique randomisée évaluant l'efficacité du Rolfing sur l'état de santé.